# Ivica Pucar
Ivica Pucar (Zadar, 5. svibnja 1975.)  hrvatski je kazališni, televizijski i filmski glumac.

## Filmografija

### Televizijske uloge
- "Mrkomir Prvi" kao krvnik 4 (2023.)
- "Kumovi" kao inspektor Tonči (2022.)
- "Drugo ime ljubavi kao Milan (2019. – 2020.)
- "Ko te šiša" kao inspektor (2018.)
- "Čista ljubav" kao primarijus Gordan Lalić (2017.)
- "Novine" kao Dario Antić (2016. – 2017.)
- "Zlatni dvori" kao Krešimir (2016.)
- "Jugoslavenske tajne službe" kao Sreten Žujović (2012.)
- "Stipe u gostima" kao Roko, Frano, Zanki (2012. – 2014.)
- "Najbolje godine" kao Kruno Lalić (2010.)
- "Zakon!" kao Denis Miloglav (2009.)
- "Zakon ljubavi" kao Petar Perković (2008.)
- "Ponos Ratkajevih" kao Vjenceslav "Vjenco" Radić (2007. – 2008.)
- "Urota" kao Kovačević (2007.)
- "Obični ljudi" kao Sebastijan Šimić (2007.)
- "Cimmer fraj" kao instalater (2007.)
- "Bumerang" kao Bob (2006.)
- "Bibin svijet" kao Bibin ginekolog (2006.)
- "Bitange i princeze" kao Ivica/Teov bratić (2006.)
- "Novo doba" kao udvarač u disku (2002.)

### Filmske uloge
- "Narodni heroj Ljiljan Vidić" kao događajnik (2015.)
- "Armin" kao konobar (2007.)
- "Duga mračna noć" (2004.)
- "Četverored" kao "Crnac" sa Šarcem (1999.)
- "Kanjon opasnih igara" kao šef policije (1998.)

### Sinkronizacija
- "Robinson Crusoe: Otkrijte pravu priču iza legende" kao Robinson Crusoe (2016.)
- "Čudovišta iz ormara" kao Pero (2009.)
- "Obitelj Robinson" kao Laslo i reporter (2007.)

## Vanjske poveznice
- Stranica na hnkvz.hr
- Ivica Pucar u internetskoj bazi filmova IMDb-u (engl.)